# Челябинск-Грузовой
Челя́бинск-Грузово́й — станция первого класса Челябинского региона Южно-Уральской железной дороги, расположена в Советском районе города Челябинска. Ближайшие железнодорожные станции: Шершни через 1 км, остановочные пункты: Пост 1120 км через 1 км, 7 км через 1 км.

## Назначение
Специализация станции: приём грузов в универсальных контейнерах транспорта массой брутто 20 тонн; выдача и приём грузов мелкими отправками с мест не общего пользования и с подъездных путей; приём повагонных отправок грузов с открытых площадок, выдача и приём грузов в универсальных контейнерах от 3 до 5 тонн и другое.

## Происшествия
- В 2018 году на станции в Челябинске протекла цистерна с соляной кислотой, она была отбуксирована на станцию Челябинск-Грузовой[3].